# Marcello Labor
Marcello Labor, nato Marcello Loewy (Trieste, 8 luglio 1890 – Trieste, 29 settembre 1954), è stato un letterato, scrittore e medico italiano.
Ricercatore nei settori della tubercolosi e della geriatria, fu anche studioso di questioni sociali, educatore e teologo.
Dal 1940 fu sacerdote. Proclamato venerabile dalla Congregazione per le Cause dei Santi il 5 giugno 2015.

## Biografia

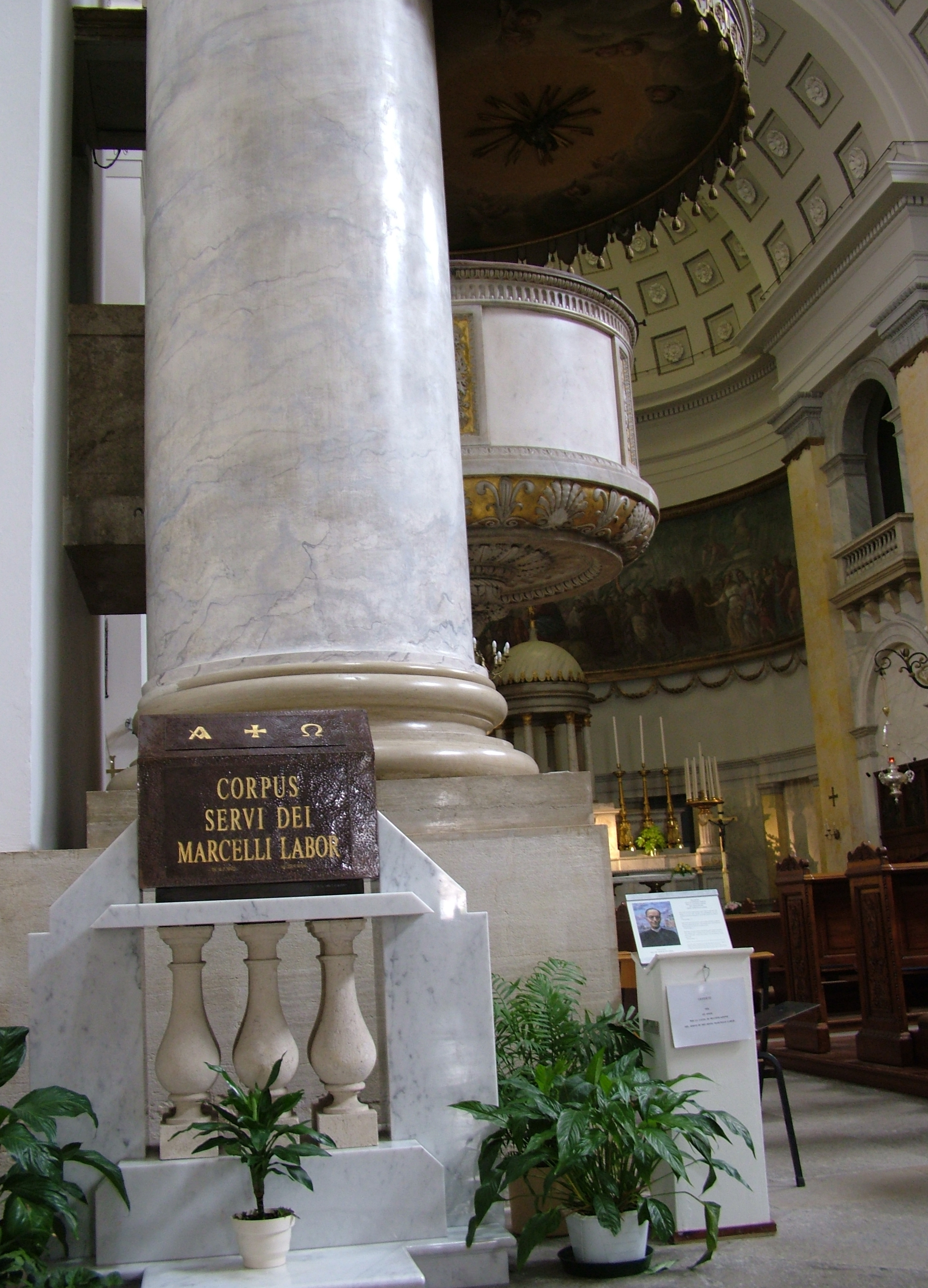
Urna con le spoglie di Marcello Labor nella chiesa di Sant'Antonio Taumaturgo a Trieste

Nacque in una famiglia israelita originaria di Kanizsa, in Ungheria.
Fin dagli anni del Gymnasium frequentato a Trieste, Marcello Loewy fu conscio della sua vocazione di scrittore attestata dal primo quaderno dei Diari (1907), dalla corrispondenza con Scipio Slataper, dalla traduzione di Judith di Friedrich Hebbel per i Quaderni della Voce (1910); vocazione letteraria cui rimase fedele per tutta la vita, poiché continuò a scrivere, pur esercitando la professione di medico (si laureò a Graz nel 1914) e negli ultimi anni di vita il ministero sacerdotale. Nella sua cerchia di amici ci furono intellettuali quali (oltre a Scipio Slataper) Giani Stuparich, Guido Devescovi, Elody Oblath, Pietro Pasini, Gigetta Carniel, Guglielmo Reiss-Romoli, che divenne suo cognato.
Nel 1912 sposò Elsa Reiss con rito ebraico, ma due anni dopo la coppia si convertì al cattolicesimo. Dall'unione nacquero Maria (morta prematuramente), Giuliana e Livio, futuro politico.
Cambiò il nome in Labor su consiglio del padre per affermare l'italianità sua e della sua famiglia. Il nome scelto è rivelatore delle sue forti simpatie socialiste: così si intitolava una nota Fiorita di canti sociali pubblicata da Avanti! nel 1921. Negli anni della professione medica a Pola, dopo la prima guerra mondiale e prima della sua conversione alla pratica del cattolicesimo (1929) Labor fu intellettualmente vicino al socialismo e impegnato nell'assistenza ai lavoratori poveri. Furono questi gli anni della ricerca, allora pionieristica, nel campo della geriatria, e gli studi sulla tubercolosi. Il secondo quaderno dei Diari (1932-1934) testimonia il rinnovato impegno nel sociale dopo la conversione e la militanza nell'Azione Cattolica e raccoglie le sue riflessioni sulla vita di medico a Pola.
Nel 1934 morì la moglie. Il terzo quaderno (Giornale dei viaggi, 1934-1938) è un ritratto della società borghese durante il regime fascista e una critica tagliente agli pseudovalori che essa rappresentava. Il quarto quaderno (1935-1938) rispecchia l'ansia di vita interiore nell'anima di Labor e la sofferenza causata dalle discriminazioni razziali di cui egli ebbe a soffrire. Quegli anni videro la produzione di diversi saggi, prose liriche, articoli di terza pagina per vari periodici, fra cui Vita Nuova (Trieste). Circa 200 articoli di Marcello Labor ritagliati da vari giornali si conservano presso l'Archivio Labor della Biblioteca del Seminario di Trieste.
Il 21 settembre 1940 Marcello Labor fu ordinato sacerdote da Antonio Santin, vescovo di Trieste. Fu poi successivamente rettore del Seminario di Capodistria fino al 1947, parroco di San Giusto a Trieste dal 1948 e rettore del Seminario Vescovile di Trieste. Molto ricercato come conferenziere e direttore spirituale, poiché all'esperienza di medico e padre di famiglia si aggiungevano una profonda formazione teologica e il carattere sacerdotale, continuò a scrivere. Il quinto quaderno dei Diari, dove abbondano schemi di conferenze e appunti di lavoro, testimonia questo nuovo orientamento e l'impegno intellettuale che vi si accompagnò. Sono di quegli anni le pagelline scritte per i suoi parrocchiani di San Giusto e pubblicate postume con il titolo Adorazioni eucaristiche, in realtà pagine di teologia mistica in dosi minute.
Nel 1943 Marcello Labor fu esiliato perché ebreo e funse da vicario parrocchiale a Fossalta di Portogruaro fino al 1945. Nel 1947 fu incarcerato dai comunisti di Tito. Morì d'infarto, che diagnosticò lui stesso con precisione, il 29 settembre 1954.
È stato proclamato servo di Dio dalla Congregazione per le Cause dei Santi l'11 giugno 2000, e venerabile il 5 giugno 2015.